# Herman Nuss
Herman (Ferdinand) Nuss (geboren als Hermann Ferdinand Nuß) (Hagen (Baden-Württemberg), 16 april 1920 – Beekbergen, 12 februari 2002) was een schakelkastfabrikant, importeur van elektrische huishoudelijke apparaten en kunstschilder. Hij had in de jaren 1970 een slakkenkwekerij voor wijngaardslakken en was als secretaris van de Nederlandse tak van de Fedeuro actief in de verkenning van het potentieel van de Nederlandse wijngaardslakkenkweek.

## Slakkenkweek
In 1968 was Nuss uit liefhebberij met het kweken van wijngaardslakken begonnen. Hij begon hiermee op een stuk land van 50 vierkante meter achter zijn boerderij in het Gelderse Beekbergen, bij de Veluwe. Hij had hiervoor een duizendtal moederslakken van een kwekerij uit het Zwarte Woud in Duitsland geïmporteerd. Na twee jaar waren dat er 70.000. In 1974 was het terrein uitgebreid tot 120 vierkante meter. Zijn klanten waren vooral bistros en restaurants in binnen- en buitenland.
In die jaren waren er volgens Nuss slechts drie kwekers in Nederland. Hij werkte samen met aspirantkwekers in Axel, Eethen, Klarenbeek, Overberg en Rhenen, bij wie extra moederslakken uit het Zwarte woud werden uitgezet, omdat de productie van Nuss's kwekerij beneden de verwachting bleef.
Nuss was voorts secretaris van de Nederlandse afdeling die onder Fedeuro, een Europese federatieve werkgemeenschap voor pelsdieren- en wijngaardslaakenteelt, viel. Het potentieel voor slakkenkweek in Nederlands was volgens Nuss hoog. De internationale vraag naar slakken was volgens Nuss veel groter dan het aanbod, en het bleef maar stijgen, dus hij zag een gouden toekomst in de slakkenkwekerij in Nederland. Het zou een prima bijverdienste zijn voor kleine landbouwbedrijven.
Volgens Nuss was voor een lonend bedrijf een investering van 5.000 gulden voor 10.000 slakken en afrastering van een hectare land nodig. Het onkruid hiervan zou voldoende zijn om de dieren te voeden. De dieren moesten toegang hebben tot onbespoten groente en schoon water. Zo'n bedrijf zou werk zijn voor één persoon die er dan 25.000 gulden netto per jaar op zou verdienen vanaf het derde jaar. Vanaf dat jaar is er een jaarlijkse oogst van een half miljoen slakken, wat gelijk zou staan aan twintigduizend kilo.
Wat er van Nuss' ambities met zijn slakkenkwekerij terecht zijn gekomen, is onbekend. Na 1975 is niets meer van hem vernomen, behalve dat hij in 2002 is komen te overlijden.